# Rue Goubet
La rue Goubet est une voie du 19e arrondissement de Paris, en France.

## Situation et accès
La rue Goubet est une voie publique située dans le 19e arrondissement de Paris. Elle débute au 125-131, rue Manin et se termine au 88-92, rue Petit.

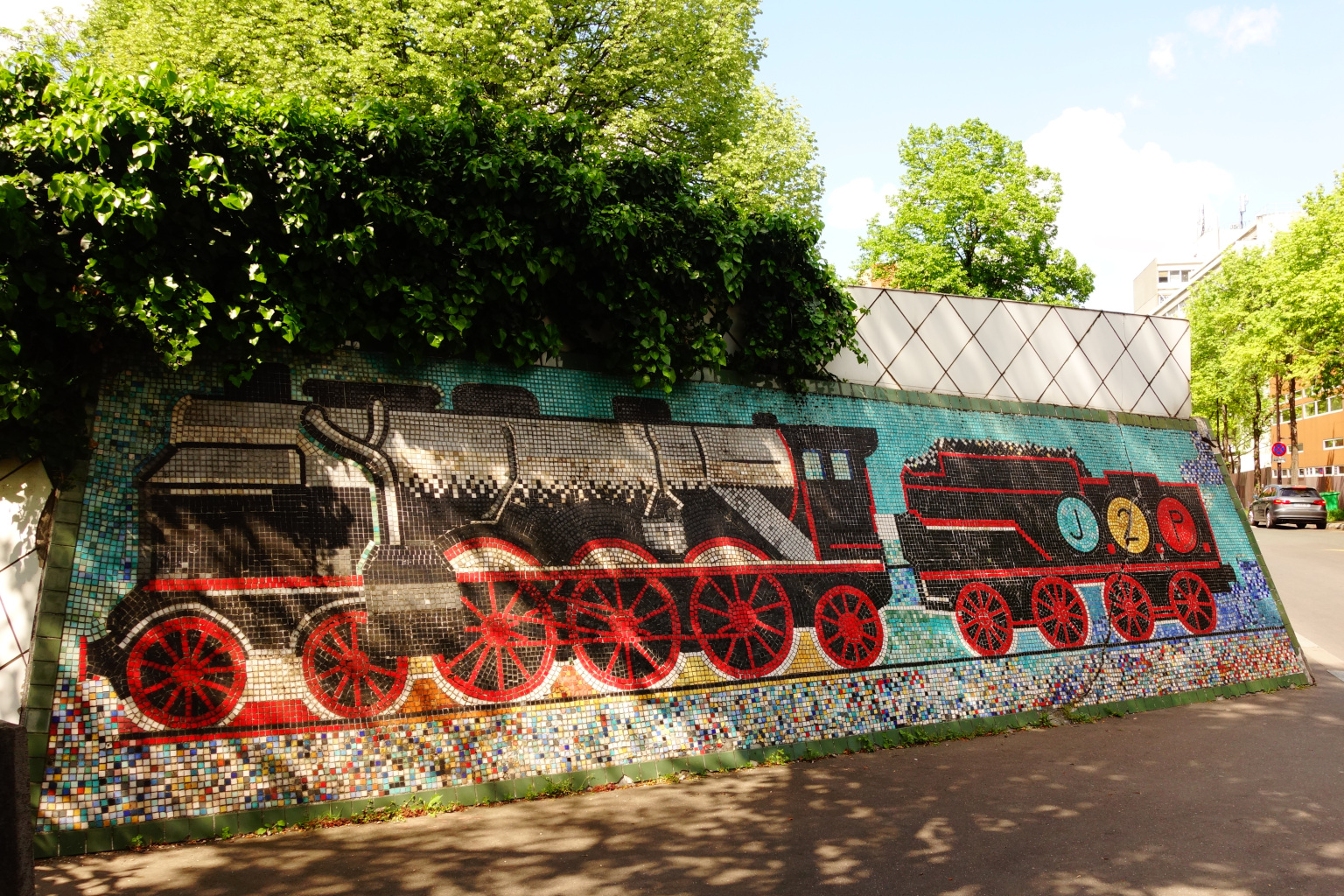

## Origine du nom
Elle porte le nom de l'ingénieur Claude Désiré Goubet (1838-1903), précurseur de la navigation sous-marine.

## Historique
Cette rue ouverte par un décret du 4 novembre 1928 prend sa dénomination actuelle par un arrêté du 14 août 1934.